# Batalla de Le Boulou
La batalla de Le Boulou,  municipio del Rosellón, fue una batalla de la guerra del Rosellón que se libró desde el 30 de abril al 1 de mayo de 1794, y dio la victoria francesa al general Jacques Dugommier contra el ejército español de Luis Fermín de Carvajal, conde de la Unión, acampados en Le Boulou pero tuvieron que retirarse a San Lorenzo de la Muga.
El gobierno español declaró la guerra contra la República Francesa el 17 de abril de 1793 en respuesta a la ejecución de Luis XVI de Francia. El ejército español, bajo el mando del general Antonio Ricardos invadió el Rosellón por Saint-Laurent-de-Cerdans, con unos 25 000 hombres y un centenar de piezas de artillería. Venciendo en la batalla de Ceret, ocupando las ciudades poco defendidas de Le Perthus y del valle del río Tec (Arlés y Céret). La situación volvió a las posiciones iniciales tras la derrota española en la batalla de Peyrestortes y la victoria hispana en la batalla de Truillás, que no pudo sustanciarse con la conquista de la ciudad francesa de Perpiñán.

## Orden de batalla
El general Jacques Dugommier tomó Tresserre al general Martin con 800 hombres, ciudad que estaba defendida por el general Ildefonso Arias, mientras que el general Catherine-Dominique de Pérignon ocupó la llanura de Villelongue-dels-Monts y permitió la toma de Argelès-sur-Mer por el general Victor. Pérignon formó en la orilla derecha del Tec frente a Le Boulou.
Los españoles estaban concentrados en Céret pero con guarniciones en otras localidades. Entre sus tropas estaba el regimiento «Voluntarios de Castilla» que se creó por iniciativa de Pedro de Alcántara, XIII duque del Infantado con la aceptación del rey Carlos IV.

## La batalla
Jacques Dugommier atacó Montesquieu-des-Albères, que estaba poco defendida por lo que Luis Fermín de Carvajal envió unos pocos batallones de apoyo a los españoles, que llegaron tarde, por  lo que las tropas del Príncipe de Monforte abandonaron la ciudad para ocupar zonas más altas viendo la gran cantidad de franceses que avanzaban; así, el conde de La Unión envió dos batallones de infantería y un regimiento de caballería. Las tropas de Tresserre se retiraron creyendo que el ataque iría en su dirección y provocaron que el centro y el ala izquierda del despliegue se rompieran. Con esta situación, el conde de la Unión decidió abandonar el campo marchando entre Céret y Maureillas-las-Illas, mientras que el ala derecha marchó hacia el puente de Céret, pero fueron interceptados por la caballería de Périñón. El ala izquierda de Monforte intentó primero ir en dirección a Céret, pero encontró el paso bloqueado por la infantería francesa. Finalmente intentó reunirse con las tropas del centro atravesando por Maureillas, momento en que todas las tropas huyen desordenadamente hacia el Portillo.

## Consecuencias
Las tropas españolas se retiraron del Rosellón y el Vallespir, y el avance francés se centró en la conquista de Guipúzcoa, quedando el frente ampurdanés estabilizado durante unos meses.
- Datos: Q2890743
- Multimedia: Second Battle of Boulou / Q2890743